# Alto Demerara-Berbice
Alto Demerara-Berbice (Regione 9) è una regione della Guyana, confinante con le regioni Isole Essequibo-Demerara Occidentale, Demerara-Mahaica e Mahaica-Berbice a nord, la regione Berbice Orientale-Corentyne a est, e le regioni Potaro-Siparuni e Cuyuni-Mazaruni a ovest.
La regione ospita la seconda città per dimensioni in Guyana, Linden. Altre città importanti sono  Ituni, Kalkuni, Kwakwani, Kurupakari, Rockstone e Takama.
La popolazione della regione contava 39.452 persone secondo il censimento ufficiale del 2012.
- 2012 : 39.452
- 2002 : 41.112
- 1991 : 39.608
- 1980 : 38.641